# 放射生物學
放射生物學（英語：Radiobiology）或稱放射線生物學（radiation biology）是一門跨領域學科，專門研究游離輻射與非游離輻射在生物學上的效應。